# Jacob Texiere
Jacob Texiere er en dansk kortfilm fra 1923 instrueret af Axel Petersen og Arnold Poulsen.

## Handling
Jacob Texière læser Thepotten af H.C.Andersen.

## Medvirkende
- Jacob Texière